# Шенорок (Њујорк)
Шенорок (енгл. Shenorock) насељено је место без административног статуса у америчкој савезној држави Њујорк.

## Демографија
По попису из 2010. године број становника је 1.898, што је 11 (0,6%) становника више него 2000. године.
| Група             | 2000.         | 2010.         |
| Белци             | 1.742 (92,3%) | 1.668 (87,9%) |
| Афроамериканци    | 23 (1,2%)     | 14 (0,7%)     |
| Азијати           | 18 (1,0%)     | 46 (2,4%)     |
| Хиспаноамериканци | 88 (4,7%)     | 140 (7,4%)    |
| Укупно            | 1.887         | 1.898         |